# Odo (chanson)
Pour les articles homonymes, voir Odo.
Singles de Ado
Gira Gira
(2021) Yoru no Pierrot
(2021)
Odo (踊, littéralement danse) est une musique de l'artiste japonaise Ado, sorti le 27 avril 2021, sous le label Virgin Music.
Elle a notamment été utilisée par Epic Games pour le trailer pour le jeu vidéo Fortnite lors de la saison 1 chapitre 6, en effet l'artiste l'a évoqué dans un post sur son compte Instagram. (voir liens externes)

## Performance
| Chart (2021)                    | Peak position |
| ------------------------------- | ------------- |
| Global 200 (Billboard)          | 122           |
| Japan (Japan Hot 100)           | 4             |
| Japan Combined Singles (Oricon) | 6             |